# Phyllophilopsis similis
Phyllophilopsis similis là một loài ruồi trong họ Tachinidae.